# Pygopleurus scutellatus
Pygopleurus scutellatus är en skalbaggsart som beskrevs av Gaspard Auguste Brullé 1832. Pygopleurus scutellatus ingår i släktet Pygopleurus och familjen Glaphyridae. Inga underarter finns listade i Catalogue of Life.